# 詹姆斯·亨德
詹姆斯·亨德（英語：James A. Hunter，1890年—1966年5月19日），人稱亨德教授，美國伊利諾伊州人，農復會人物，任東海大學教職期間幫助大肚山巔的村民興建自來水設施，今在龍井區有紀念公園。

## 生平

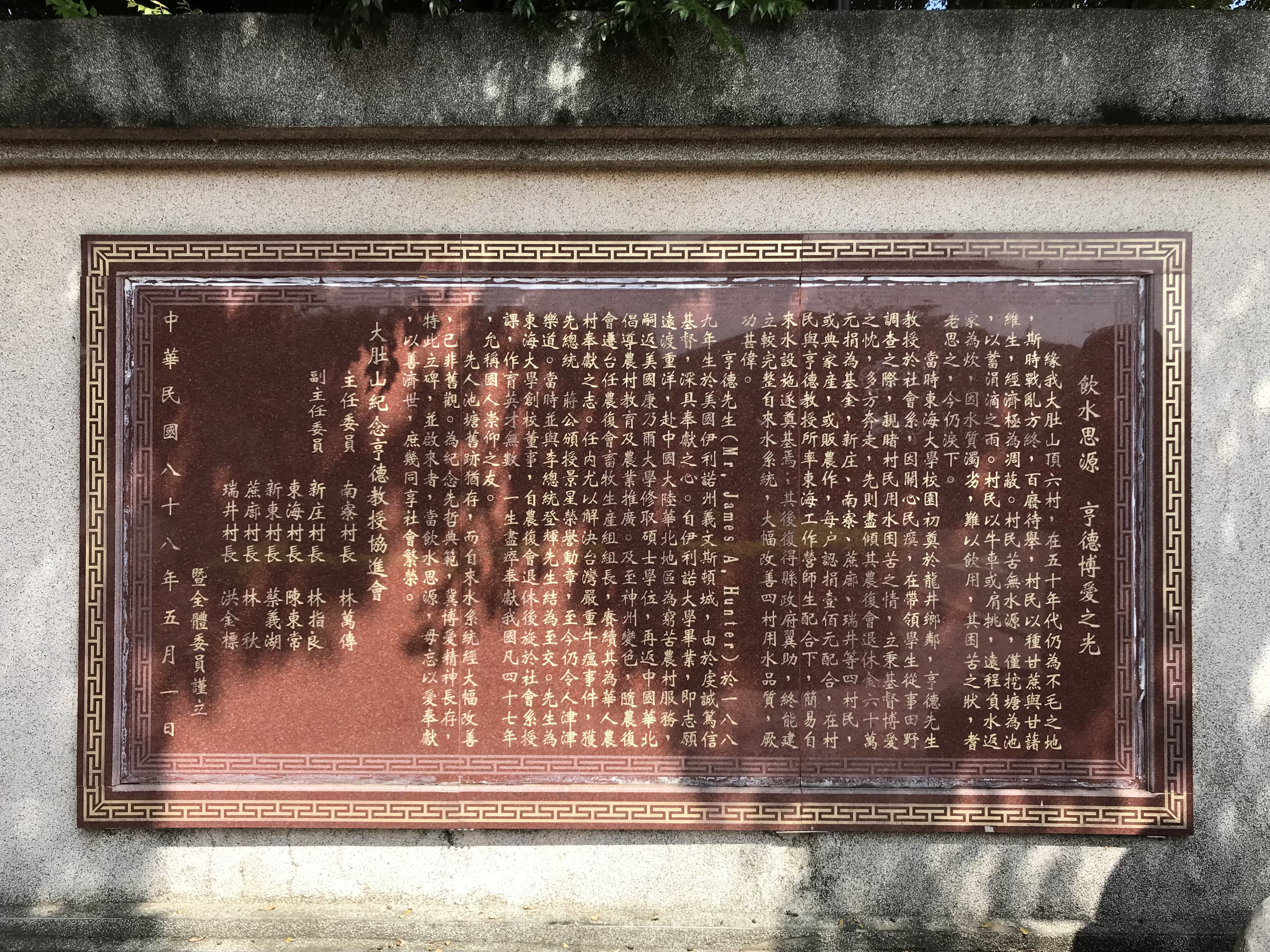
生平簡略

### 農業建設
詹姆斯·亨德出生於美國伊利諾州，英文名James A. Hunter，在波士頓與妻子育一子二女。亨德取得康乃爾大學碩士後便至華北作農業推廣與農村教育，對日抗戰時從事難民救濟，1949年來臺灣後任職於農復會，推行全臺灣的豬瘟防治。
亨德除是李登輝的農復會同事外，其妻子還作過李登輝的英文老師。次年10月初，亨德暫回美國時，為臺灣選購巴克夏猪、萊亨雞等以改良配種。1958年1月，亨德辭去農復會畜牧生產組組長一職。10月24日，省政府主席辦公廳，省主席周至柔代表中央政府授與景星勳章給亨德。

### 東海大學
亨德為東海大學創校董事，1959年起擔任該校社會學系教授兼勞作指導長。在校長曾約農校長率領下，大一、大二同學都須作勞作教育。
大肚山土質屬紅土壤，落水會混和紅土，難以食用。且地方為了提供土地養分，會將挑糞肥堆放在村裡，導致蚊蚋、蒼蠅孳生，環境十分髒亂。1959年報導，大肚山頂的瑞井、蔗廍兩村缺水嚴重，為至遠地取水甚妨礙子女教育、影響男女嫁娶。龍井文史工作者林松範表示，當時村民要取水，會從新興路辛苦走到東海大學後門水井取水。亨德認為大學存在的價值之一是要能影響周圍的社區和環境，便成立大肚山頂村落生活改善委員會，帶學生到村落宣導公共衛生、整理環境、興建水溝。為成立該委員會，亨德所捐出退休金新台幣六十萬元，在1999年約就等於一千萬元。
1961年4月21日，將退休的亨德拜會台中縣縣長何金生，說想幫助解決大肚山上新庄、南寮、蔗廍、瑞井村的五千餘村民的用水問題，會替政府爭取其中兩百萬元的補助。依台灣基督長老教會考證，此計畫是從大肚山下的龍泉村抽取地下水，將水送到大肚山頂儲水槽，再輸送至各村供水站。對比於其他地區的乾旱，龍泉村龍目井以湧水聞名。亨德除捐自己退休金作外，還請上述四村村民，每戶認捐一百元配合。在省府撥款一百三十萬、農復會出資五十萬、縣府提供三十萬、地方集資五十萬下，1962年7月2日動工。該年，亨德回美國。1963年4月16日，自來水設施落成。
1966年5月19日，亨德在麻薩諸塞州去世，死因是心臟病。

## 紀念

### 場地
1968年，農委會畜產試驗所第一棟研究大樓在新化鎮落成，取名「亨德館」，直到2001年拆除。

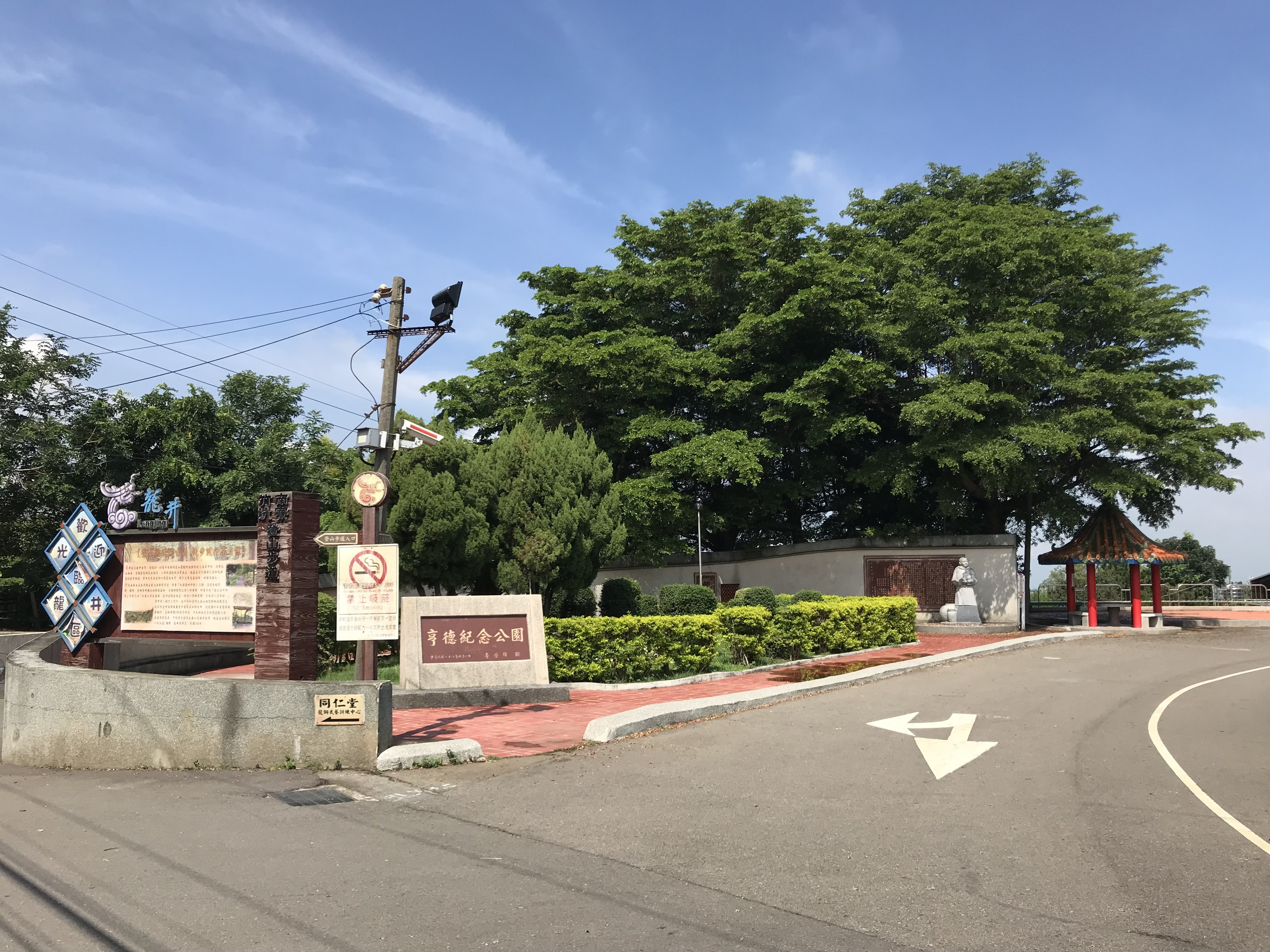
亨德紀念公園

1990年代，時任四箴國中教師林松範在調查當地文史時得知亨德的故事，發起建立亨德紀念公園，獲南寮村長林萬傳等人支持。1998年12月，大肚山上的村長們建立籌設委員會，林萬傳任主委，林松範擔任總幹事，南寮祭祀公業土地使用人林寅助、林圭富獻地。公園擺設東海大學美術系副教授林文海創作的亨德雕像，由玻璃纖維製成。1999年5月1日，在南寮水堀旁的亨德紀念公園落成。4日，亨德家屬在東海大學校長王亢沛、董事長吳清邁等人陪同下，到總統府晉見李登輝。此後，東海大學社會學系與地方人物會在國際勞動節到此公園追思。
2005年，林松範發起將新興路更名為「亨德大道」，獲三百多人連署。
2012年，眾人出資，將亨德紀念公園的塑像重新雕成石像。

### 文學
亨德在勞作指導室主任期間，帶領社會系學生作社區服務，成了東海大學工作營的濫殤。1970年，司馬中原以東海大學工作營為背景所寫的小說《啼明鳥》出版，使工作營聲名遠播。如對亨德有以下描寫：
1999年，司馬中原授權東海學術發展文教基金會重新推出《啼明鳥》。
2001年12月15日，第三屆台中縣文學獎頒獎典禮，白棟樑和白李秋蜜夫妻的亨德教授與他的紀念公園獲報導文學類。
2019年4月中旬，台灣基督長老教會總會教材中心出版繪本《亨德的那杯水》，由周佩蓉撰文、陳嘉鈴繪圖。